# رین (صداپیشه)
رین (انگلیسی: Lynn؛ زادهٔ June 1) صداپیشه اهل ژاپن است. وی از سال ۲۰۱۰ میلادی تاکنون مشغول فعالیت بوده‌است.